# Nickolas Muray
Nickolas Muray, nome originario Miklós Mandl poi Miklós Murai (Seghedino, 15 febbraio 1892 – New York, 2 novembre 1965), è stato un fotografo ungherese naturalizzato statunitense.

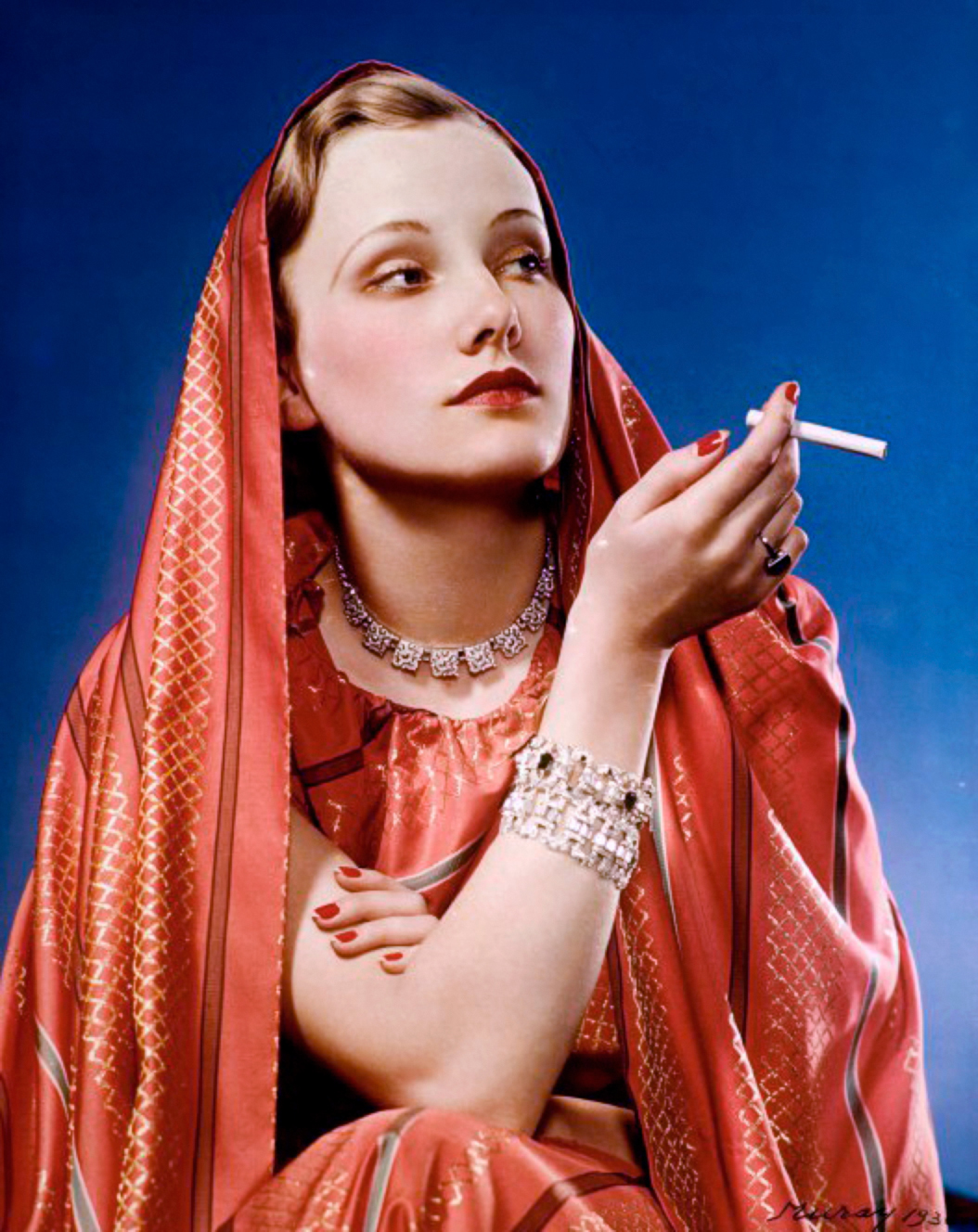
Girl in Red, 1936 foto pubblicitaria per Lucky Strike cigarettes

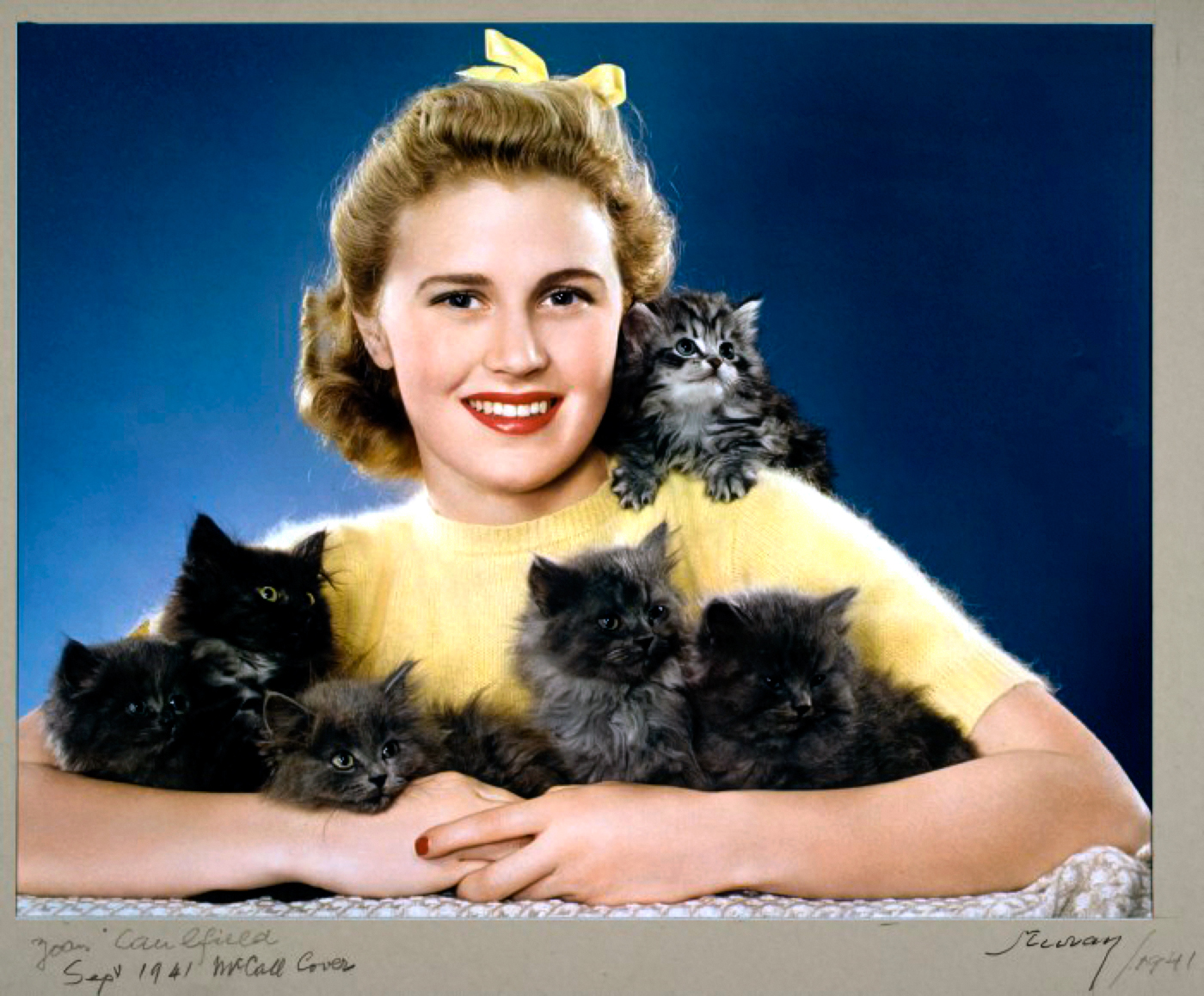
copertina di Joan Caulfield per McCall's Magazine, 1941

Muray, figlio del postino Samu Mandl, si formò alla scuola di grafica di Budapest studiando le tecniche grafiche. Successivamente si trasferì a Berlino dove ottenne il certificato Internazionale di Incisore e, inoltre, dove completò un corso triennale di serigrafia.
Nell'agosto del 1913, si imbarcò per New York per cercare fortuna. A New York, ove cambiò subito il nome, trovò lavoro nel campo della grafica e della serigrafia. Solo nel 1920 aprì lo studio fotografico, posto nella sua abitazione al Greenwich Village di New York.
Nel 1921 ricevette l'incarico dall'Harper's Bazaar di ritrarre l'attrice Florence Reed; il successo che ebbe tale ritratto lo portò in breve a diventare uno dei maggiori fotografi di attori e personaggi dello spettacolo, pubblicando le sue foto per Vanity Fair, Vogue, Ladies' Home Journal, e il New York Times.
Tra i suoi famosi ritratti si possono citare quelli di Greta Garbo, Charlie Chaplin, Elizabeth Taylor, Frida Kahlo (con cui ebbe una celebre storia d'amore) e Marilyn Monroe. 
La produzione di Murray non si limita però al ritratto, spaziando invece in molti campi. In particolare Muray fu uno dei pionieri nel campo della fotografia pubblicitaria, sperimentando già dal 1931 le tecniche del colore.
Murray ebbe un'attività sportiva nel campo della scherma che lo portò a rappresentare gli Stati Uniti, nella disciplina della sciabola, ai Giochi Olimpici del 1928 e quelli del 1932, in cui ottenne il bronzo nella competizione a squadra. Il fotografo praticò questo sport per tutta la vita, fino alla morte nel 1965 che avvenne per infarto durante un allenamento.